# Urocystis deschampsiae
Urocystis deschampsiae är en svampart som beskrevs av Piatek 2006. Urocystis deschampsiae ingår i släktet Urocystis och familjen Urocystidaceae.   Inga underarter finns listade i Catalogue of Life.